# Championnat de Zambie de football 1991
Navigation
Saison suivante
La saison 1991 du Championnat de Zambie de football est la trentième édition de la première division en Zambie. Les quatorze meilleures équipes du pays sont regroupées au sein d'une poule unique où elles s'affrontent deux fois, à domicile et à l'extérieur. Le système de promotion-relégation n'est pas précisé.
C'est le Power Dynamos FC qui remporte le championnat cette saison après avoir terminé en tête du classement, avec trois points d'avance sur le tenant du titre, Nkana Red Devils et onze sur le Mufulira Wanderers FC. C'est le 2e titre de champion de Zambie de l'histoire du club.
Le vainqueur du championnat se qualifie pour la Coupe des clubs champions africains tandis que le vainqueur de la Coupe de Zambie obtient son billet pour la Coupe des Coupes. Le meilleur club non qualifié pour les deux compétitions participe à la prochaine édition de la Coupe de la CAF.

## Les clubs participants
| - Nkana Red Devils - Power Dynamos FC - Mufulira Wanderers FC - Kalulushi FC - Profund Warriors FC - Nchanga Rovers FC - Nkonkola Eagles FC | - Green Eagles FC - Zanaco FC - Nkwazi FC - Zamsure FC - Red Arrows FC - Mutondo FC - Green Buffaloes FC |

## Compétition
Le barème de points servant à établir les classements se décompose ainsi :
- Victoire : 3 points
- Match nul : 1 point
- Défaite : 0 point

### Classement
| Rang | Équipe                | Pts | J  | G  | N  | P  | Bp | Bc | Diff |
| ---- | --------------------- | --- | -- | -- | -- | -- | -- | -- | ---- |
| 1    | Power Dynamos FC C2   | 61  | 26 | 19 | 4  | 3  | 50 | 25 | +25  |
| 2    | Nkana Red Devils T C  | 58  | 26 | 17 | 7  | 2  | 58 | 18 | +40  |
| 3    | Mufulira Wanderers FC | 50  | 26 | 14 | 8  | 4  | 45 | 26 | +19  |
| 4    | Kalulushi FC          | 42  | 26 | 11 | 9  | 6  | 28 | 20 | +8   |
| 5    | Profund Warriors FC   | 39  | 26 | 9  | 12 | 5  | 43 | 28 | +15  |
| 6    | Nchanga Rovers FC     | 39  | 26 | 10 | 9  | 7  | 41 | 31 | +10  |
| 7    | Nkonkola Eagles FC    | 34  | 26 | 9  | 7  | 10 | 41 | 40 | +1   |
| 8    | Green Eagles FC       | 31  | 26 | 9  | 4  | 13 | 39 | 43 | -4   |
| 9    | Zanaco FC             | 31  | 26 | 6  | 13 | 7  | 30 | 34 | -4   |
| 10   | Nkwazi FC             | 25  | 26 | 4  | 13 | 9  | 19 | 34 | -15  |
| 11   | Zamsure FC            | 24  | 26 | 6  | 6  | 14 | 24 | 46 | -22  |
| 12   | Red Arrows FC         | 22  | 26 | 5  | 7  | 14 | 31 | 52 | -21  |
| 13   | Mutondo FC            | 17  | 26 | 4  | 5  | 17 | 24 | 43 | -19  |
| 14   | Green Buffaloes FC    | 14  | 26 | 3  | 5  | 18 | 25 | 56 | -31  |

|  | Qualification pour la Coupe des clubs champions africains 1992                                                                  |
|  | Qualification pour la Coupe des Coupes 1992                                                                                     |
|  | Qualification pour la Coupe de la CAF 1992                                                                                      |
|  | Relégation directe en Second Division                                                                                           |
|  | T : Tenant du titre C2 : Vainqueur de la Coupe des Coupes 1991 C : Vainqueur de la Coupe de Zambie P : Promu de Second Division |

## Bilan de la saison
| Championnat de Zambie de football 1991   |                             |
| Champion                                 | Power Dynamos FC (2e titre) |
| Coupes et trophées                       |                             |
| Vainqueur de la Coupe de Zambie 1991     | Nkana Red Devils            |
| Qualifications continentales             |                             |
| Coupe des clubs champions africains 1992 | Nkana Red Devils            |
| Coupe des Coupes 1992                    | Power Dynamos FC (tenant)   |
| Coupe des Coupes 1992                    | Kabwe Warriors FC           |
| Coupe de la CAF 1992                     | Mufulira Wanderers FC       |
| Promotions et relégations                |                             |
| Promus en Premier League                 | Inconnus                    |
| Relégués en Second Division              | Inconnus                    |